# 海王星探測

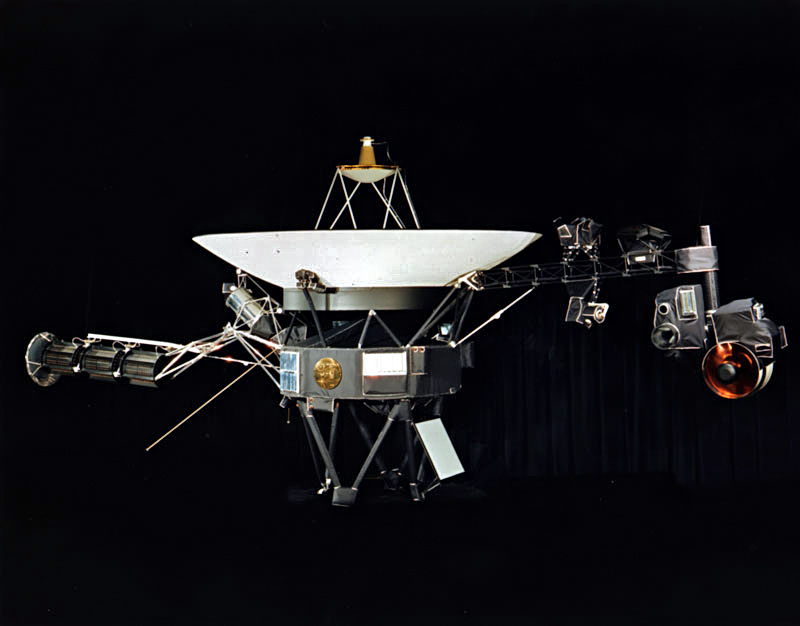
航海家二號

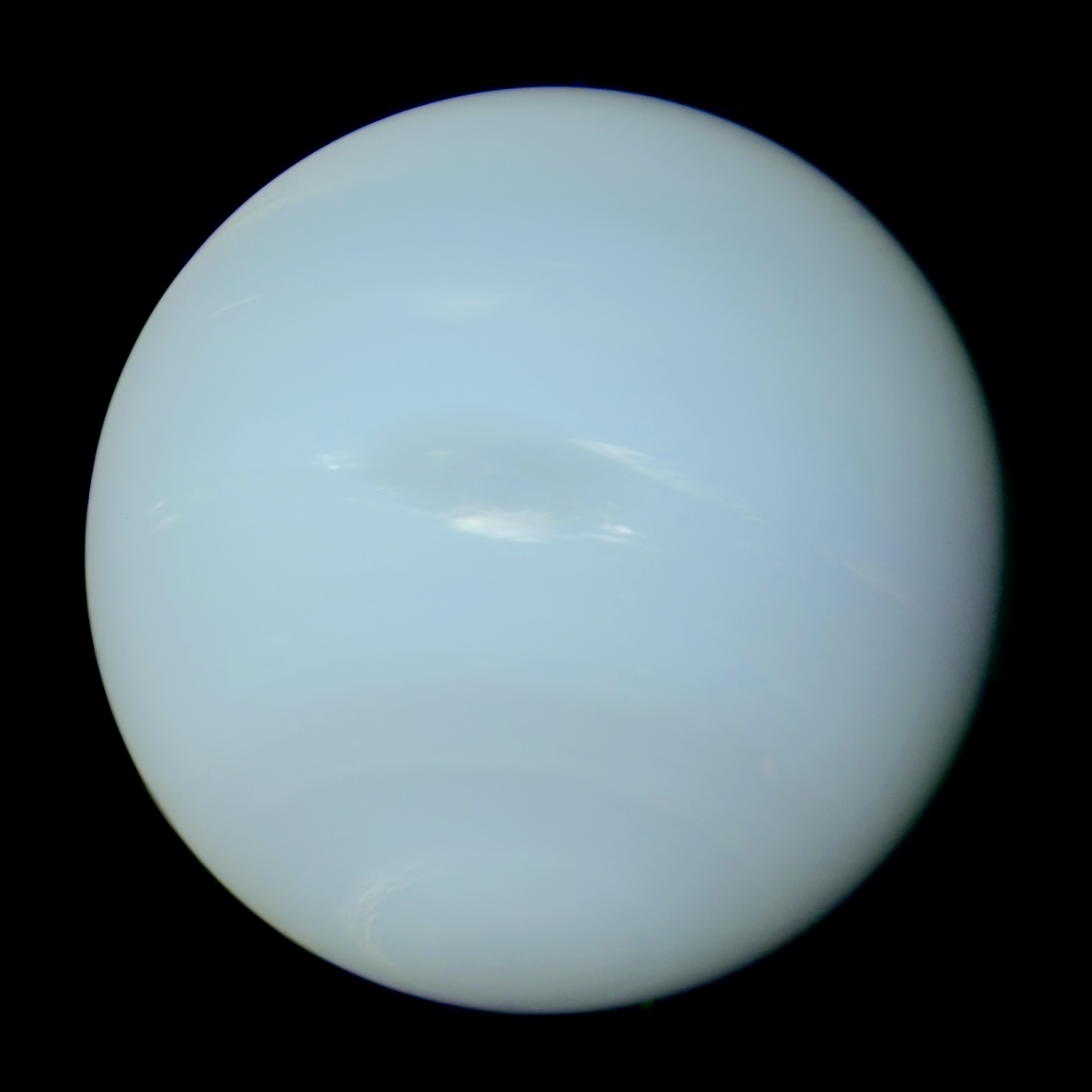
海王星

海王星探測是指人類向海王星發射太空探測器對海王星進行探測活動。直到目前為止，人類只對海王星進行過一次探測任務，是由航海家二號（1977年8月20日從卡納維拉爾角發射）在1989年8月25日所進行的。科學界對海王星和它的系統有相當大的興趣：海王星大氣層是太陽系外行星的原型，80%是氫和19%是氦，也存在著微量的甲烷。海衛一是地質運動活躍的天體，目前大多數的理論認為它是一個柯伊伯帶天體（KBO），後來才被海王星所捕獲.。

## 探測方式
每個探測器都必須配備電源系統，保證探測器無法吸收外部能源时可以繼續運作，並使用太陽能板。目前唯一可行的能源來源是放射性同位素熱電機，但是這種方式遭遇一些阻礙：
- 钚的數量：钚使用在發電機上，但是數量相當有限，而且每個海王星探測任務都必須與其他行星的探測任務來競爭;
- 發射放射性物質探測器受到一些國家的政府（主要是歐洲）及環保團體反對。

此外，因為海王星與地球的距離太遠，探測任務的時間長，因此地面操作成本相對增加。
美國太空總署正在研究兩種可能的探測任務：人造環繞衛星（預計會在2040年之後才進行）及飛掠任務（探測完成後，將可以造訪兩個或三個柯伊伯帶天體，可以在2019年發射）.。

## 航海家二號

### 傳輸的困難

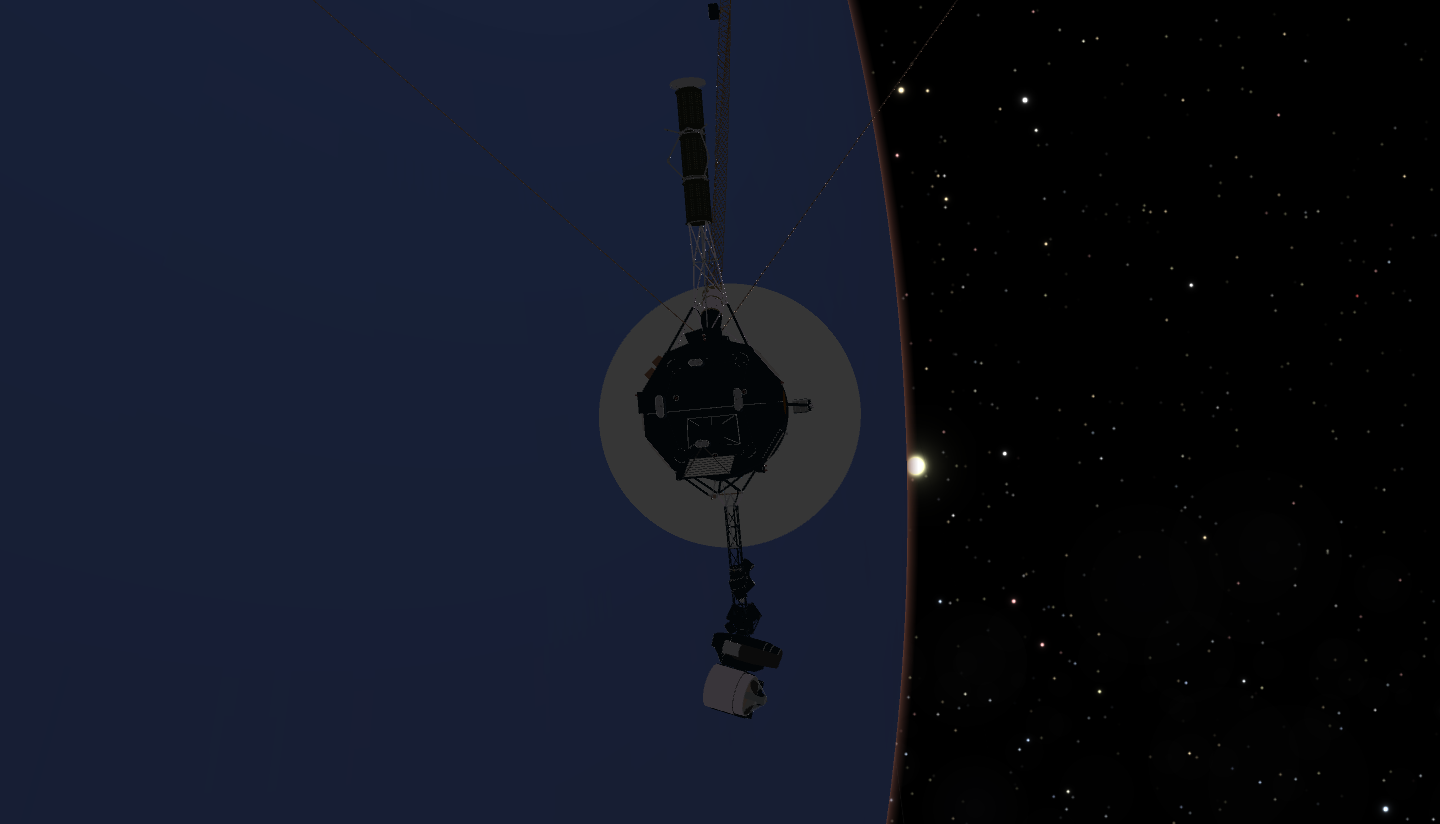
航海家二號接近海王星的想像圖

海王星與地球的距離很遠（從地球發出的光要花費超過4小時來能到達海王星，意味著探測器無法直接從地面控制），儘管旅行者2號飛掠的目標原本只有木星和土星，但是探測船仍然成功地探索海王星系統，最近時距離僅10公里，並從軌道向地球發送大量圖像和數據。
美國太空總署必須接收探測船發出的微弱信號，所以他們迅速設置了新天線來組成深空網絡，以大幅提高數據接收技術。旅行者2號在超過三年半前飛掠天王星，當時美國太空總署就以相同的方式接收探測船發出的信號，因為速度與信號都是完全相同的。

### 天線朝向地球的技術
由於陽光強度降低，旅行者2號必須一起運用天線和儀器平台，讓探測船在不影響圖像質量的前提下，使相機的曝光時間更長。

### 路線

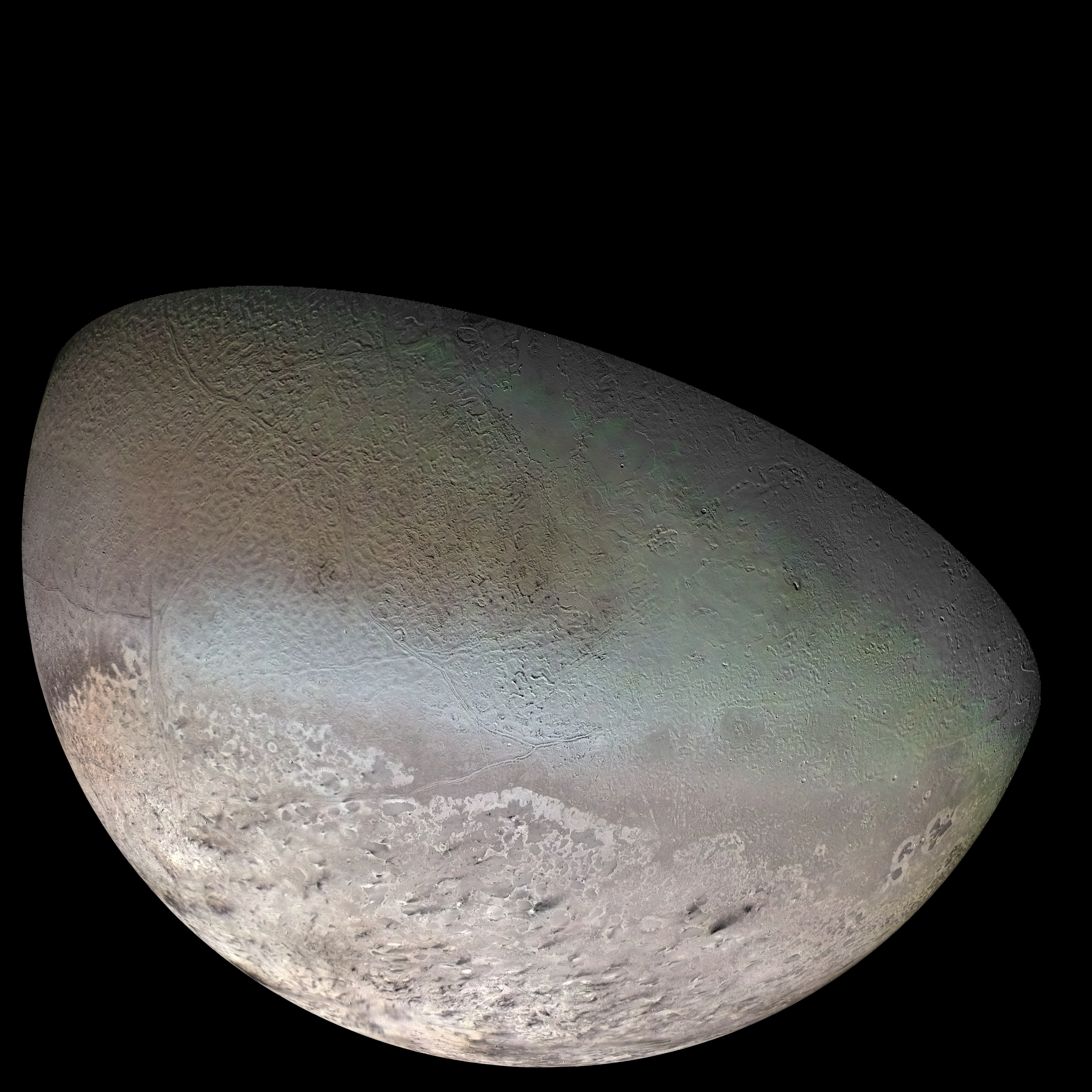
旅行者2號拍攝的海衛一照片

1989年8月25日，旅行者2號飛越海王星北極，距離地表為4950公里。旅行者2號之後經過最大的衛星海衛一，距離約40,000公里，並在任務進行途中，發現了6顆新的衛星及暗淡的行星環系統。
天文學家根據以前地球觀測的結果，提出海王星附近存在弧圈的假說。後來航海家2號發現完整的環帶，密度不均，有些部份物質分布較濃密，有些部份物質分布較稀疏。

### 科學成果
旅行者2號獲得海王星和海衛一第一張特寫照片，顯示出海衛一大氣層確實存在。天文學家根據傳回的數據可以精確計算出海王星的質量，平均溫度和自轉速度。海衛一表面上也意外發現氮氣的間歇泉。天文學家發現意想不到狀況，例如高角度的旋轉軸（47度）及奇異方向的海王星磁場（並非來自行星核心，而是來自地幔）。

### 任務結束
1989年10月2日，旅行者2號進行科學觀測後，所有的探測工具完全關閉，只留下紫外線光譜儀。旅行者2號開始朝向星際空間前進，每年前進的距離為4.7億公里，軌跡與黃道傾角約48°。旅行者2號以目前的速度將在358,000年後到達天狼星系統。

## 未來的探測任務
美國太空總署正在研究可能進行的海王星探測任務。
繼旅行者2號後，NASA將進行旗艦任務。美國太空總署在2005年提出發射海王星軌道探測器的構想，計畫于2016年發送一個或兩個探測器登陸海衛一，並探測海王星的大氣層，纇似伽利略號探測器的大氣探測器.。
旗艦或基石任務是另一個可能進行的海王星探測任務，需要超過10億美元的資金。這些任務經費由美國太空總署和歐洲太空總署共同負擔，這個未來計劃目標可能變成木衛二或土衛六，預計不會在2040年之前發射。
由於天文學家對於探測海王星系統的興趣濃厚，一些學者認為美國太空總署負責的新疆界計劃任務（如新視野號和朱諾號）可以提供10億美元資金，而探測器可以在2010年發射。阿爾戈號計劃在2019年發射，這個探測器不僅可以研究海王星及其系統，而且也將經過木星及土星，並藉由其重力節省燃料，然後接近柯伊伯帶中兩個或三個天體。新地平線號在通過冥王星後也將探測其他目標。

## 外部連結
- NASA
- Outer Planets Assessment Group （页面存档备份，存于）
- Argo （页面存档备份，存于）